# الخطة 9 من الفضاء الخارجي
الخطة 9 من الفضاء الخارجي (بالإنجليزية: Plan 9 from Outer Space) (وكان اسمه الأصلي لصوص القبور من الفضاء الخارجي) هو فيلم خيال علمي أمريكي أنتج عام 1959 وهو من كتابة وإخراج إدوارد وود الابن. وهو من بطولة جريجوري والكوت، مونا ماكينون، تور جونسون ومايلا «فامبيرا» نورمي. ويضع الفيلم اسم بيلا لوغوسي بين النجوم بعد وفاته، رغم أن اللقطات الصامتة للممثل سجلها وود لمشاريع أخرى لم تكتمل قبل موت لوغوسي في عام 1956.
تتضمن قصة الفيلم كائنات من الفضاء الخارجي تريد منع بشر من صنع سلاح يوم القيامة الذي قد يدمر الكون. وفي مهمتهم هذه، يطبق الأغراب «الخطة 9»، لبعث الموتى من قبورهم، وهي تشبه فكرة زومبي الحديثة (سميوا «غيلانا» في الفيلم بنفسه) لاسترعاء انتباه أهل الكوكب، وإيقاع الفوضى.
عُرض الفيلم لسنوات على التلفزيون دون جذب أي انتباه، حتى العام 1980، عندما وصف المقيمان مايكل وهاري ميدفيد هذا الفيلم بأنه «أسوأ فيلم أنتج على الإطلاق». منح وود جائزة الديك الرومي الذهبي بعد موته من قبل ميدفيد كأسوأ مخرج على الإطلاق.

## القصة

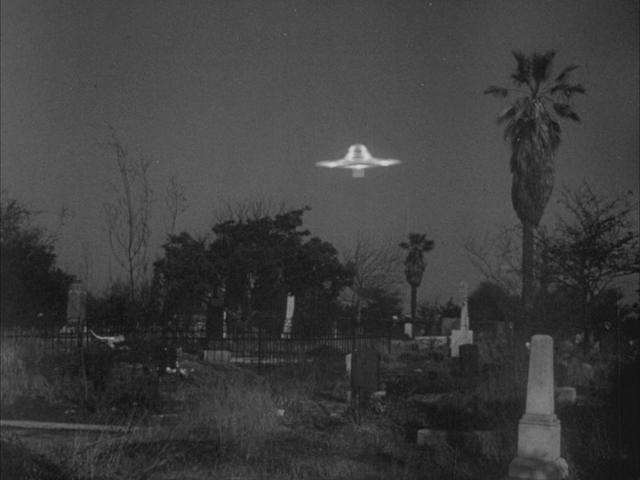
طبق طائر يحلق فوق المقبرة. انتقد الفيلم بشدة بسبب رداءة نوعيته مؤثراته.

في سان فرناندو، كاليفورنيا، يهيل عاملا مقبرة التراب على قبر امرأة ميتة، وهي الزوجة الشابة لرجل عجوز (بيلا لوغوسي). فجأة يسمعون ضوضاء غريبة ويقررون ترك المقبرة. ويعدما يغادرون، تهاجمهم الجثة المنبعثة لزوجة الرجل العجوز (فامبيرا) وتقتلهم. في هذه الأثناء، يقابل طيار يدعى جيف ترينت (جريجوري والكوت) ومساعده داني طبقا طائرا.
يخرج الرجل العجوز من بيته والحزن يغلبه على موت زوجته، وفي الطريق تصدمه سيارة مقبلة (لم تظهر على الشاشة بسبب ميزانية الفيلم المنخفضة). في جنازته يتم اكتشاف جثث حفاري القبور. يأتي المفتش دانيال كلاي (تور جونسون) إلى المقبرة للتحقيق مع عدة ضباط شرطة. يفتش المحقق في المقبرة، ويصادف المرأة الزومبي، التي انضمت إليها الآن جثة الرجل العجوز (يلعب دوره الآن توم ماسون). فيهجمان على كلاي ويقتلانه.
يراقب جيف ترينت المقبرة مع زوجته، بولا (مونا ماكينون)، ويخبرها عن لقائه بالطبق الطائر، وقال بأن الجيش جعله يقسم ألا يحكي عما رآه. ويشك بأن ما يحدث في المقبرة يتعلق بلقائه بالجسم الغريب. فجأة تضرب ريح قوية كل شخص على الأرض، وتحط سفينة فضائية في مكان قريب.
في الأسابيع التي تلت، ذكرت عناوين الصحف مشاهدات أخرى للأطباق الطائرة. يقوم الجيش، بقيادة العقيد توماس إدواردز (توم كين)، بمهاجمة السفن الفضائية الغريبة التي تهرب من الأرض. يكشف إدواردز أن الحكومة تغطي على زيارات الأطباق الطائرة إلى الأرض، ويتساءل إذا ما كانت الزيارات الغريبة ذات علاقة بالكوارث الأخرى على الأرض.
يعود الأغراب إلى المحطة الفضائية 7 لإعادة الشحن. ويقوم قائدهم إيروس (دادلي مانلوف) بإخبار الحاكم (جون بريكنريدج) أنه حاول الاتصال بحكومات الأرض دون نجاح. وأخبر الحاكم بأن عليه تطبيق الخطة 9 لإجبار أهل الأرض على الاعتراف بوجودهم، وتتضمن الخطة بعث الحياة في الأموات بتحفيز الغدد النخامية والصنوبرية. وتعود السفن الثلاث إلى الأرض.
قرر ترينت الرحيل في رحلة طيران أخرى. حث زوجته على البقاء مع أمها بسبب قلقه على سلامتها، لكنها أصرت على البقاء في البيت. في تلك الليلة، نهضت جثة الرجل العجوز (لعب دورها كل من لوغوسي وماسون بالتناوب) من قبرها وتسلل إلى بيتها. انضمت إليه جثتا زوجته ودانيال كلاي، وطاردوا بولا في المقبرة. تنهار بولا ويعثر عليها سائق مر في طريقها، والذي ابتعد وهو يحملها معه. عادت الجثث الثلاثة إلى سفينة إيروس التي أقلعت.

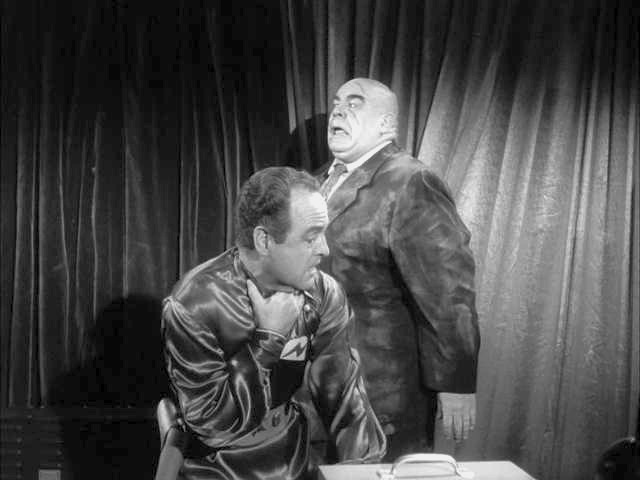
جثة المحقق كلاي توشك على قتل إيروس.

في وزارة الدفاع الأمريكية، يخبر الجنرال روبرتس (لايل تالبوت) إدواردز بأن الحكومة تتلقى رسائل من الأغراب. يشغل روبرتس الرسالة الأخيرة، التي ترجمت إلى الإنجليزية عن طريق «حاسوب لغة» اخترع حديثا. يرسل الجنرال إدواردز إلى سان فرناندو، حيث حدثت أغلب نشاطات الأغراب.
في كاليفورنيا، تقابل الشرطة عائلة ترينت حول تجاربها مع الأغراب. لكنهم لم يعرفوا أن الطبق الغريب عاد إلى المقبرة. يصادف الضابط كيلتون الرجل العجوز بينما كان ينتظر قرب سيارة الشرطة. يطارد الرجل العجوز الضابط إلى بيت عائلة ترينت، حيث يحاولون ضربه دون أن يتأثر. يضرب الأغراب القريبون الرجل العجوز عن طريق شعاع يجعل جثته تتحلل لتصبح هيكلا عظميا. قررت عائلة ترينت والشرطة القيادة إلى المقبرة.

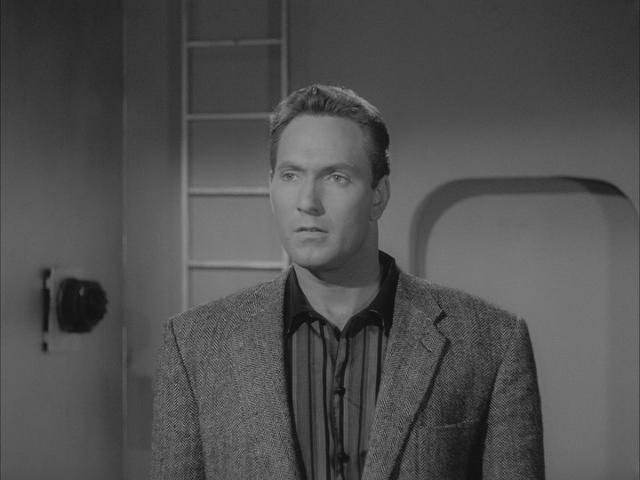
الطيار جيف ترينت يواجه الأغراب.

على متن السفينة، يرسل إيروس وزميلته تانا (جوانا لي) كلاي لاختطاف بولا وجذب الثلاثة الآخرين إلى سفينتهم الفضائية. في هذه الأثناء، يتوجه الثلاثة إلى السفينة بعد رؤيتهم الوهج من بعيد. بقى كيلتون مع بولا، وأتى كلاي وأفقده وعيه. عندما استيقظ طلب المساعدة، وأرسل الضابط لاري لمساعدتهم.
يسمح إيروس لهم بالدخول، ودخلوا وأسلحتهم مرفوعة. في الداخل أخبر إيروس البشر بأن شعبه جاءوا أولا إلى الأرض للتحدث وطلب المساعدة، لكن البشر لم يستمعوا إلى رسائلهم. وكما قال إيروس، فإن البشر سيكتشفون مادة تدعة السولاربونايت، وهي مادة لها تأثير انفجار «جزيئات نور الشمس»، وهي متقدمة لدرجة تفوق الأسلحة النووية المعروفة. يوضح إيروس بأن انفجار السولاربونايت يحطم كل شيء يمسه نور الشمس، ويسبب تفاعلا متسلسلا يدمر كامل الكون في النهاية.
خارج السفينة، يصل كلاي مع بولا. يهدد إيروس بقتلها إذا حاولوا إجباره على الذهاب معهم. وصل الضباط كيلتون ولاري واكتشفوا أن كلاي مع بولا. أدركوا بأن أسلحتهم عديمة الفائدة، وقرروا الاقتراب من كلاي من ورائه مع عصا. يرى إيروس هذا، ويطفئ الشعاع الذي يسيطر على كلاي، ويسمح لبولا بأن تهرب. وتبدأ معركة بين إيروس وجيف، وتشتعل خلالها النار في السفينة. يهرب البشر من السفينة التي تقلع وهي تحترق. يعلق إيروس وتانا داخل السفينة التي تنفجر في الفضاء. تحول كلاي بعدها إلى هيكل عظمي، وهو ما حل أيضا بجثة الزوجة الشابة.

## فريق الممثلين

### المسجلون
- جريجوري والكوت – جيف ترينت
- مونا ماكينون – بولا ترينت
- ديوك مور – الملازم أول جون هاربر
- توم كين – العقيد توم إدواردز (فيلمه الأخير)
- كارل أنتوني – الشرطي لاري
- بول ماركو – الشرطي كيلتون
- تور جونسون – المحقق دان كلاي
- دادلي مانلوف – إيروس
- جوانا لي – تانا
- جون بريكنريدج – الحاكم
- لايل تالبوت – الجنرال روبرتس
- ديفيد دي ميرينغ – داني
- نورما مكارتي - إديث
- بيل أش - القيب
- القس لين ليمون – القس في جنازة المحقق كلاي
- بن برومر – الرجل الحزين في الجنازة
- غلوريا دي – المرأة الحزينة في الجنازة
- كونراد بروكس – الشرطي جيمي
- فامبيرا – مصاصة الدماء
- بيلا لوغوسي – الرجل العجوز / الرجل الغول (عن طريق صور محفوظة، بما أنه مات في عام 1956)
- كريزويل – بنفسه / الراوي

### غير مسجلين
- دونالد ديفيس – السكير
- جوني دنكان
- كارل جونسن – المزارع كالدر
- توم ماسون – الرجل الغول بالغطاء على وجهه
- ج إدوارد رينولدز – حفار القبور (وكان أيضا المنتج المنفذ)
- هيو توماس الابن – حفار القبور (وكان أيضا منتجا شريكا)
- إدوارد وود الابن. – الرجل الذي يحمل الصحيفة

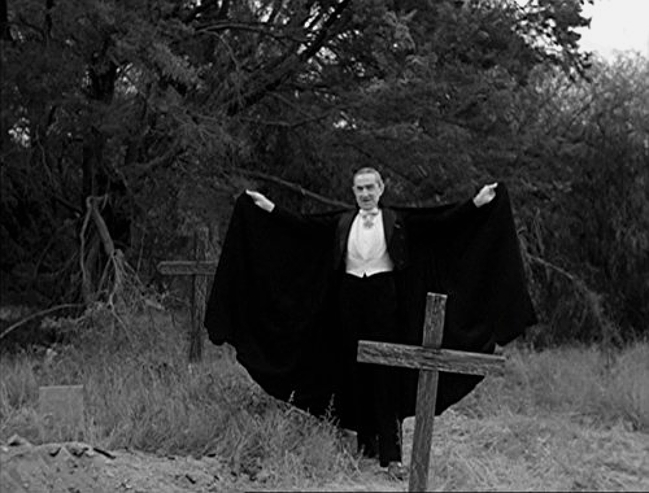
بيلا لوغوسي، في دور صامت عن فيلم «قبر مصاص الدماء» الذي ترك وأدخل في فيلم الخطة تسعة.

## الإنتاج
عمل بيلا لوغوسي مع وود على مشاريع لم تكتمل قبل وفاته الأول في عام 1956، ومنها فيلم يدعى «قبر مصاص الدماء» أو «الغول يذهب إلى الغرب». وقد صورت مشاهد لم تكن ذات علاقة بفيلم الخطة 9، منها مشهد يعرض بكاء لوغوسي في جنازة، ومشهد آخر وهو يمشي أمام بيت تور جونسون في النهار، وآخر وهو يمشي جيئة وذهابا أمام باب جونسون الجانبي في الليل، ومشهد يمشي فيه عبر المقبرة في النهار. اكتمل تصوير السلسلتين الأوليتين فقط، ووضع وود هذه المشاريع على الرف بعد موت لوغوسي.
بعد ذلك بقليل طور وود القصة والنص السينمائي ليخرج فيلم «لصوص القبور من الفضاء الخارجي»، وخطط لاستعمال لقطات لوغوسي ليضع اسمه على الفيلم. استعان وود بالمعالج اليدوي لزوجته، توم ماسون، كبديل عن لوغوسي، بالرغم من أن ماسون كان أطول من لوغوسي ولم يكن يشبهه. استخدم خطاب كريزويل أيضا في محاولة لوضع تفسير أفضل للوصلة بين لوغوسي وبقية فيلم الخطة 9.
صور فيلم «لصوص القبور من الفضاء الخارجي» في عام 1956، وانتهى العمل منه في السنة التالية، حيث كان العرض الأول في مارس في مسرح كارلتون في لوس أنجليس. ومرت سنة أخرى قبل أن تلتقطه شركة دي سي أيه (شركة الموزعين الأمريكية) وتسجله ضمن حقوق النشر، وكانت تنوي توزيعه في ربيع العام 1958، لكن الشركة أفلست ولم يصدر حتى يوليو 1959 خلال عن طريق أفلام فاريانت، التي استحوذت على دي سي أيه. في ذلك الوقت تمت تسمية الفيلم الخطة 9 من الفضاء الخارجي (تقول القصة أن رعاة الفيلم الماليين، وهما قسان معمدانيان محليان، اعترضا على تسمية «لصوص القبور»، لذا غيره وود إلى «الخطة 9»). ذكر العنوان الأصلي في نهاية خطاب كروزويل الافتتاحي عندما يسأل الجمهور، «هل يمكن لقلبك أن يتحمل الحقائق المريعة حول لصوص القبور من الفضاء الخارجي؟» ومثل العديد من الأفلام المستقلة في تلك الفترة، وزع فيلم «الخطة 9» تحت قاعدة حقوق الولايات.
اكتسب الفيلم سمعته كفيلم سيء في كتاب ميدفيد بسبب مشاكل استمرارية (المشاهد) المتعددة.
يقول النقاد أن سخافة الفيلم موجودة في الحوار بدلا من العمل الموجود على الشاشة. فيتحدث خطاب كريزويل الافتتاحي مرارا «بأن الأحداث المستقبلية مثل هذه ستؤثر عليك في المستقبل»، بينما يشير إلى المشاهدين بكلمة «أصدقائي» أربع مرات في دقيقة واحدة. يبدأ كريزويل خطابه أيضا بالإشارة إلى الأحداث المستقبلية، ولاحقا يصف الحدث في الماضي («... القصة الكاملة التي حدثت في ذلك اليوم المشؤوم»). تتضمن الأمثلة الأخرى عندما يصف جيف ترينت لزوجته الأطباق الطائرة بأنها على هيئة سيجار، بالرغم من أنها على شكل أطباق. كما أن الخيوط واضحة جدا من قمة الطبق المتحرك إلى قمة الشاشة.
العديد من مواقع التصوير الخارجية كانت داخل مسارح عازلة للصوت مع لقطات فرعية صورت خارجا (على سبيل المثال، جثة الرجل العجوز الحية التي تطارد بولا ترينت عبر المقبرة). في عدد من هذه المشاهد، كان وود يصور المشاهد الخارجية نهارا وليلا، لكن تلك المشاهد لم تكن واضحة تم نقل الفيلم إلى الفيديو، ما جعل هذه المشاهد تغاير ما تم تصويره في الموقع. بنفس الطريقة، فإحدى كوات السفينة الفضائية (من الواضح أنها صنعت من الورق المقوى) تظهر السماء غائمة، خلال مشهد أعد في الليل، بينما تظهر الكوات الأخرى سوادا فقط.
كذلك لم تنجح محاولات ماسون لإقناع الجمهور أنه لوغوسي. في إحدى اللقطات، عندما كانت جثة الرجل العجوز تتلقى الرصاصات الفارغة، كان رداء ماسون يسقط عن كتفيه، لذلك سحبه بسرعة للأعلى بينما كان يهاجم الشرطي في نفس الوقت، مما جعل المشهد ضعيفا.

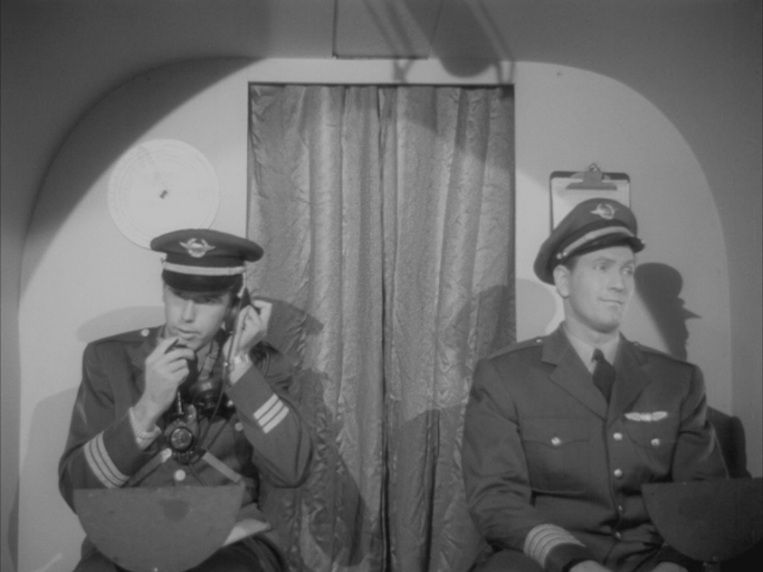
ظل الميكروفون يظهر في مشهد قمرة القيادة.

في مشهد قمرة القيادة الأول، تظهر الممثلة نورما مكارتي بدور إديث المضيفة، وهي خلف الستارة عدة مرات في انتظار دورها. ويظهر الضابط الأول بخطأين أيضا: أولا، من الواضح أنه كان يقرأ من النص على حضنه؛ ثانيا، يستعمل هاتف شمعدان للاتصال بالبرج، بدلا من مكبر الصوت. أيضا في ذلك المشهد، فإن وميض الضوء من الطبق الطائر يكشف ظل مكبر الصوت بينما «يقود» الطياران طائرتهم بدون لمس الأجسام الموضوعة أمامهم حيث توجد أدوات التحكم عادة. لكن هذه الأخطاء غير مرئية في نسبة عرض الشاشة الأصلية 1.85:1. ولم تكن مرئية في الإصدار الأصلي على الشاشات،  هذه الأخطاء ملحوظة فقط بسبب نقل الفيلم على الفيديو.
مشاهد المقبرة العديدة صورت في مسرح عازل للصوت، حيث يمر الممثلون على شواهد القبور المسندة، وتهتز هذه الشواهد، ويسقط إحداها في الجانب الأيمن من الشاشة في مشهد مبكر حيث يظهر فوقهم الطبق الطائر. في المشهد حيث ترتفع جثة المفتش دانيال كلاي من الأرض، فإن القبر وشاهد القبر لا يظهران متناسبين مع الأوراق على الأرض. كما تبدو شواهد القبور بارتفاع ثمان سنتمترات. عندما يقوم تور جونسون بإسقاط السيدة ترينت في المقبرة، تظهر تحتها وسادة.
أثناء هجوم الجيش الأمريكي على الطبق الطائر، استعملت صواريخ هاون أرض أرض، التي في الواقع لا يمكنها الطيران في الارتفاع المطلوب لضرب الطبق. كذلك فغالبية الأسلحة المستعملة في المشهد لم تستعمل في المعارك، ولم يتم إنتاجها بشكل شامل. في نفس المشهد، يظهر ظل العقيد توم إدواردز بوضوح على «الأفق» الغامض الرمادي خلفه. في مشاهد البنتاغون، تظهر في مكتب الجنرال خريطة للولايات المتحدة خاصة بسكة حديد أتشيسون وتوبيكا وسانتا في، ويظهر بوضوح شعار سكة الحديد في عدة لقطات (بينما في لقطات أخرى تمت تغطيتها بشريط).

## توثيق الفيلم
كان الفيلم موضوع فيلم وثائقي بعنوان «الأطباق الطائرة فوق هوليود: رفقة الخطة 9»، والذي كان أطول بنحو 30 دقيقة من الفيلم بنفسه. أدخل البرنامج الوثائقي على طبعة دي في دي للفيلم من إصدار إماج إنترتينمنت. وزار الفيلم الوثائقي العديد من المواقع المتعلقة بالفيلم، منها مكتب إد وود السابق في 4477 جادة هوليود. وما تبقى من المسرح العازل الصغير المستعمل في لقطات الفيلم الداخلية، الذي يقع أسفل زقاق صغير بجانب شقق هارفي في 5640 شارع سانتا مونيكا.
احتوى كتاب رودولف غراي بعنوان «كابوس النشوة: حياة وفن إدوارد دي وود الابن» على حكايات تتعلق بصنع هذا الفيلم. لاحظ غراي أن المشاركين في الأحداث الأصلية يناقض أحدهم الآخر أحيانا، لكنه يروي جميع المعلومات عن كل شخص.
في 1994 أخرج تيم برتون فيلما عن سيرة إد وود، والذي بلغ ذروته الأدبية مع إخراج وإصدار فيلم الخطة 9. مثل جوني ديب في دور إد وود في الدور الرئيسي، مارتن لانداو في دور بيلا لوغوسي، وبيل موري بدور جون بريكنريدج (حاكم الفضائيين في الخطة 9). كذلك ظهر في الفيلم مجموعة من رفاق وود مثل كونراد بروكس وجريجوري والكوت، كلاهما ظهرا في الخطة 9. لم تحدث ليلة الافتتاح كما صورها الفيلم؛ كانت أفلام وود دائما تصدر بهدوء وبشكل محدود.
في عام 2007 أنتج برنامج وثائقي عن طريق كيفن شون مايكلز بعنوان «فامبيرا: الفيلم»، وهو يلخص عمل مايلا نورمي مع وود ودورها كأول مضيفة لبرنامج رعب على التلفزيون.

## تراث
كثيرا ما اعتبر النقاد فيلم الخطة 9 من الفضاء الخارجي أسوأ فيلم على الإطلاق، وكثيرا ما ذكر في الثقافة الشعبية. على سبيل المثال، تمت السخرية من الفيلم على المسلسل التلفزيوني ساينفيلد من قبل جيري في حلقة «المطعم الصيني»، ولاحقا في حلقة «التأجيل»، حيث ظهر جيري وكريمر وهما يحضران الفيلم. كما تمت السخرية منه في مسلسل ميشن هيل في حلقة بعنوان «الخطة 9 من ميشن هيل».
عندما تمت مراجعة فيلم ساحة المعركة: الأرض عن طريق الناقد إلفيس ميتشل من جريدة نيو يورك تايمز وصفه بأنه «نسخة من الخطة تسعة قدمت للأجيال الجديدة». عندما أصدرت مختبرات بل خليفة لنظام التشغيل يونكس قامت بتسميته الخطة 9 من بيل لابس تكريما للفيلم.
على الرغم من هذا، فعندما قام موقع الطماطم الفاسدة بجمع ما أمكنه من المراجعات، أوضحت التقرير أن النقاد أعطوا مراجعات إيجابية للفيلم بنسبة 66 %. صرح العديد منهم بأن الفيلم ببساطة أكثر تسلية من أن يعتبر أسوأ فيلم على الإطلاق، وزعموا بأن حماقته أضافت إلى سحره. وزعم البعض منهم أيضا أن المخرج تمكن من إيصال بعض الأفكار المثيرة.
لا تدرج قائمة أسوأ 100 فيلم من قبل المراجعين في قاعدة بيانات الأفلام على الإنترنت فيلم الخطة 9 بينها.

### نسخ مسرحية
عرض اقتباس مسرحي من الفيلم في مهرجان تورونتو فرينج عام 2006. «الخطة المباشرة من الفضاء الخارجي!» كتبت بقلم جيمس غوردون تايلور (مستندة كليا على نص وود) ومثل به فنانون كوميديون كنديون (معظمهم من طاقم المدينة الثانية) مثل ليسا بروك، أورورا براون، براندون فيرلا، كريس غيبز، ساندي جوبين بيفانز، رون سباركس. ربحت المسرحية جائزة مهرجان الكوميديا الكندية في عام 2007، وأصدر فيديو مقرصن لها في نفس السنة.
في عام 1997، كتب ديفيد سميث وأعد الموسيقى «للخطة 9 من الفضاء الخارجي: المسرحية الموسيقية». وتلقت تقييمات أفضل من الفيلم الأصلي
عرض إنتاج مسرحي جديد في أكتوبر 2010 في مسرح بريك في ويليامزبرغ، بروكلين.
مسرحية «الخطة 9: المسرحية الموسيقية من الفضاء الخارجي»، من كلمات نص برونوين بيشوب وموسيقى إيفان موسكوتا، افتتحت في 8 مايو 2011 في مدرسة ليهاي فالي تشارتر العليا للفنون التمثيلية في بيثليهيم، بينسلفانيا

## قصص مصورة
أصدرت مجلة إيترنيتي كوميكس سلسلة من ثلاثة أعداد في عام 1991 بعنوان «الخطة 9 من الفضاء الخارجي: بعد ثلاثين سنة!» الذي كان تتمة غير رسمية للفيلم
في عام 2009 أصدرت شركة بلووتر «الخطة 9 من الفضاء الخارجي تضرب مجددا!» هو متوفر الآن إلكترونيا بشكل خاص عبر ديفل ديو ديجيتال.

## لعبة فيديو
أصدرت لعبة مغامرة بنفس الاسم، وفيها يجب على اللاعب أن يستعيد الفيلم من بديل لوغوسي، الذي سرقه. وتم وضع الفيلم مع رزمة اللعبة كشريط VHS.

### ريفتراكس
لم يعرض الفيلم على مسلسل مسرح العلوم الغامضة 3000، الذي كان يسخر من أفلام الدرجة الثانية. قيل أن السبب كان اختلاف الفريق حول التعليقات، بالإضافة إلى أن الفيلم كان مشهورا، وفضل طاقم المسلسل عرض أفلام مجهولة (رغم أنهم عرضوا فيلم وود عروس الوحش الذي كان من تمثيل لوغوسي أيضا). ولكن تم إدخال الفيلم تضمن في العروض الحية في سان فرانسيسكو سكيتش فيست من قبل طاقم مكون من أعضاء المسلسل السابقين مثل مايكل نيلسن وكيفن ميرفي وبيل كوربيت. وتم إصدار تعليق على الفيلم من قبل ريفتراكس.

### تنقيحات
في عام 2006 أصدرت شركة ليجند فيلمز نسخة ملونة من الفيلم على دي في دي. عرضت النسخة الملونة في مسرح بلازا في أطلانطا، جورجيا في 9 سبتمبر 2006. واستفاد المسرح من هذا الافتتاح بعد أن وقع في ضائقة تحت الإدارة السابقة.
تم عرض النسخة الملونة على عديد المسارح في كافة أرجاء الولايات المتحدة، منها مسرح كاسترو. قام مايكل نيلسون بالتعليق على الفيلم، والتعليق متوفر أيضا خلال شركته ريفتراكس، حيث يمكن تحميله إما على إم بي 3 أو ملف فيديو ديف إكس مع تعليق مضمن للنسخة الملونة من الفيلم.
حاليا تعمل شركة باسمورلاب للأعمال ثلاثية الأبعاد ومقرها سان دييغو على نسخة ثلاثية الأبعاد من الفيلم الأصلي

### إعادة إنتاج
صنع منتج الأفلام إيرني فوسيليوس فيلما قصيرا بعنوان «الخطة 9.1 من الفضاء الخارجي»، الذي يظهر دمى خشبية منحوتة يدويا من شخصيات الفيلم. مثلت الدمى المشاهد مع الموسيقى التصويرية للفيلم الأصلي.
ابتداء من سبتمبر 2009، هناك اقتراحان لإعادة إنتاج الفيلم:
- لصوص القبور من الفضاء الخارجي من كتابة وإخراج كرستوفر كالر لصالح أفلام درانكنفليش.[30]
- إعادة إنتاج من قبل شركة داركستون من كتابة وإخراج جون جونسون. أصدر المقطع الدعائي على موقع الفيلم الرسمي في 9 سبتمبر 2009.[31] وتم استدعاء عدد من المثلين للتمثيل في الفيلم، مثل مقدم الرعب السيد لوبو ومشاهير الإنترنت مات سلون، أرون يوندا، جيمس رولف، مونيك دوبري ورايان هيغا.[32]

## وصلات خارجية
- الخطة 9 من الفضاء الخارجي على موقع IMDb (الإنجليزية)
- الخطة 9 من الفضاء الخارجي على موقع ميتاكريتيك (الإنجليزية)
- الخطة 9 من الفضاء الخارجي على موقع الموسوعة البريطانية (الإنجليزية)
- الخطة 9 من الفضاء الخارجي على موقع روتن توميتوز (الإنجليزية)
- الخطة 9 من الفضاء الخارجي على موقع نتفليكس (الإنجليزية)
- الخطة 9 من الفضاء الخارجي على موقع ألو سيني (الفرنسية)
- الخطة 9 من الفضاء الخارجي على موقع Turner Classic Movies (الإنجليزية)
- الخطة 9 من الفضاء الخارجي على موقع أول موفي (الإنجليزية)
- الخطة 9 من الفضاء الخارجي على موقع بوكس أوفيس موجو (الإنجليزية)
- الخطة 9 من الفضاء الخارجي على موقع فيلمافينيتي (الإسبانية)
- الخطة 9 من الفضاء الخارجي متوفر للتحميل المجاني على أرشيف الإنترنت
- Plan 9 from Outer Space على موقع أول موفي.
- The Second Supper Cult Classics Review
- الخطة 9 من الفضاء الخارجي على يوتيوب
- الخطة 9 من الفضاء الخارجي في قائمة أسوأ الأفلام في التاريخ